# Nazionale maschile di rugby a 15 del Giappone
La Nazionale giapponese di rugby a 15 (ラグビー日本代表?, Ragubī Nihon Daihyō) è la selezione che rappresenta il Giappone nel rugby a 15 a livello internazionale.
Il suo debutto risale al 1932.
Tradizionalmente la maggiore rappresentativa nazionale dell'Asia, opera sotto la giurisdizione della Nihon Ragubī Futtobōru Kyōkai, la federazione rugbistica giapponese.
La nazionale giapponese partecipa annualmente al campionato asiatico, competizione che dalla sua istituzione ha, al 2015, vinto 24 volte.
Ha, inoltre, partecipato al 2015 a tutte le edizioni della Coppa del Mondo di rugby organizzate a partire dalla fondazione del torneo nel 1987, ed è qualificata di diritto alla Coppa del Mondo di rugby 2019 in quanto squadra della Federazione organizzatrice.
Grazie alle ottime e convincenti prestazioni e vittorie ottenute nella fase a gironi del mondiale casalingo, dove ha vinto tutte e quattro i match battendo, tra le altre, l'Irlanda e la Scozia, ben più quotate nei pronostici, al 14 Ottobre 2019 la nazionale giapponese si trova al 7º posto del ranking mondiale, con 82.08 punti, ed ha scavalcato in classifica, oltre alla Scozia stessa, ora al 9°, anche la Francia, ora all'8°.

## Storia

### Introduzione del rugby e sviluppi

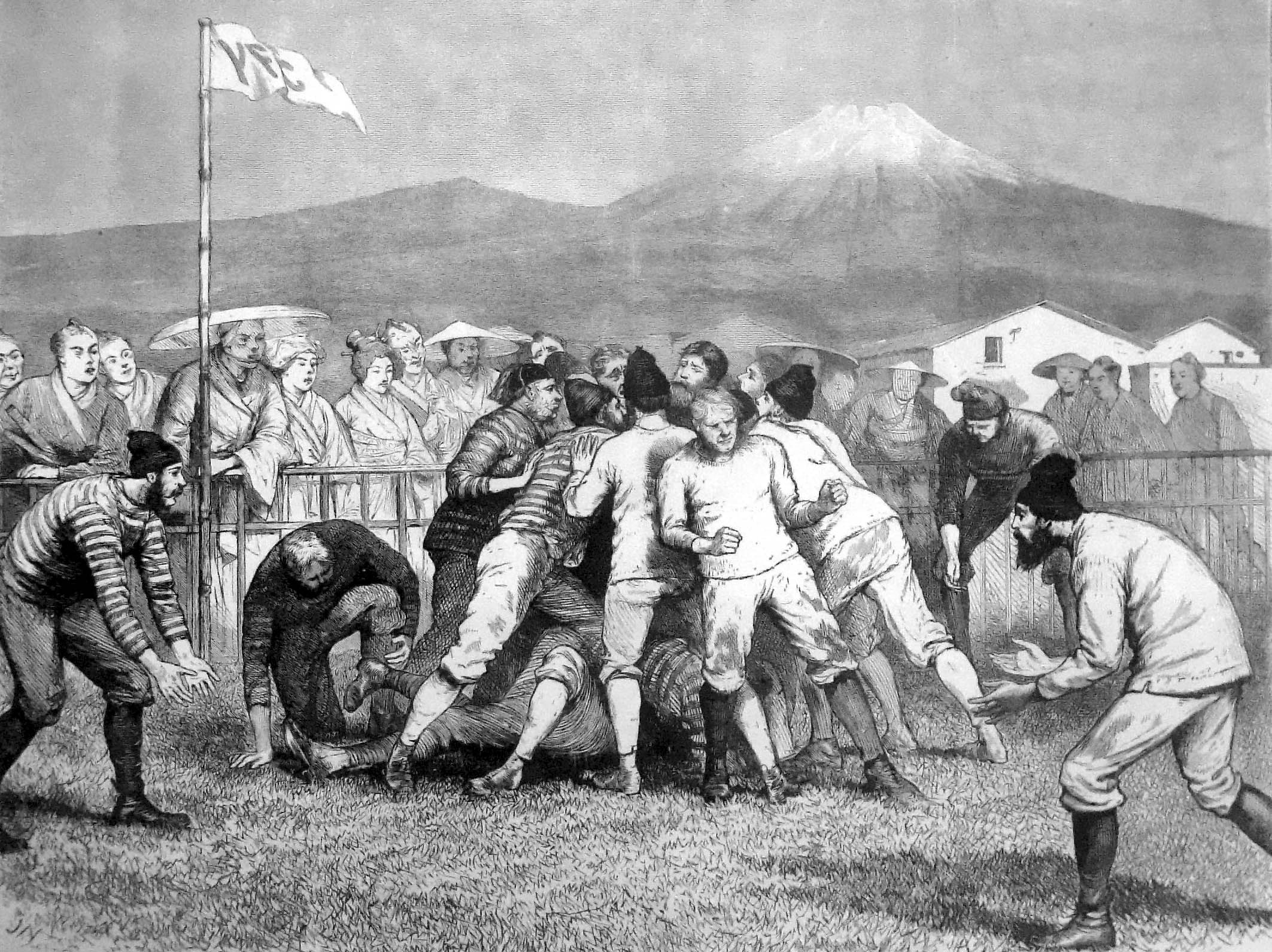
Partita di rugby giocata a Yokohama nel 1874

La prima partita di rugby giocata in Giappone, di cui si abbia traccia, risale al 1874 grazie a un incontro organizzato a Yokohama da alcuni marinai britannici. Seguirono altre partite giocate a Yokohama e in altre zone portuali commerciali come Kōbe, ma i residenti giapponesi furono raramente coinvolti.
Il rugby venne introdotto ufficialmente in Giappone nel 1899 dal professor Edward Bramwell Clarke (nativo di Yokohama) e da Ginnosuke Tanaka all'interno dell'Università Keio. Sia Clarke che Tanaka si laurearono all'Università di Cambridge. Clarke insegnava lingua inglese e fu allenatore di rugby a Keio dal 1899 al 1910, in seguito un infortunio al ginocchio destro lo costrinse ad abbandonare il gioco.
Le università di Meiji, Keio e Waseda divennero dei forti centri di sviluppo per il rugby in Giappone, con partite tra Keio e Waseda disputate annualmente fin dal 1924. Durante gli anni 1920 si ebbe la crescita del rugby giapponese, anche grazie all'impegno profuso dal Principe Chichibu, fratello di Hirohito, e al quale è stato dedicato uno stadio a Tokyo riservato solo allo sport ovale.
Dopo essersi recato in tour nella Columbia Britannica nel 1930, il Giappone ospitò il Canada debuttando ufficialmente il 31 gennaio 1932 con la vittoria 9-8 contro i canadesi. Nella seconda partita del tour giocata contro il Canada, l'11 febbraio dello stesso anno, i giapponesi si imposero più nettamente vincendo 38-5.

### Storia moderna
Dal 1969, con la prima edizione del campionato asiatico di rugby, e fino all'attuale torneo dell'Asian Five Nations, il Giappone si impone come la più forte tra nazionali asiatiche, spodestata solo saltuariamente dalla Corea del Sud.
Nel 1971, durante il centenario della fondazione della Rugby Football Union, un XV dell'Inghilterra si recò in tour in Giappone cogliendo due vittorie in altrettante partite contro la nazionale giapponese. Due anni più tardi il Giappone si recò in Gran Bretagna, perdendo 62-14 contro un XV del Galles, e visitò anche la Francia contro la quale perse 30-18.
Il Giappone fu invitato alla prima edizione della Coppa del Mondo di rugby disputata nel 1987. La nazionale giapponese si trovò a giocare nello stesso girone di Australia, Inghilterra e Stati Uniti: dopo la sconfitta di misura 21-18 contro gli Stati Uniti, seguirono le successive sconfitte 60-7 contro l'Inghilterra e 42-23 contro l'Australia.
La nazionale giapponese si qualificò alla Coppa del Mondo 1991, dopo due vittorie contro Tonga e Corea del Sud e una sconfitta contro Samoa all'interno del girone di qualificazione. In questa edizione della Coppa del Mondo arrivò la prima storica vittoria ottenuta sconfiggendo lo Zimbabwe 52-8, dopo avere perso le prime due partite del girone contro Scozia e Irlanda. Nelle successive edizioni della Coppa del Mondo 1995, del 1999 e del 2003, il Giappone terminerà la fase a gironi perdendo tutte le partite disputate.
Nel 2005 Jean-Pierre Élissalde diventò il primo allenatore straniero della nazionale di rugby giapponese. Guidò il Giappone fino alla deludente partecipazione alla prima Pacific Nations Cup inaugurata l'anno seguente, in seguito Élissalde preferì assumere l'incarico di allenatore della squadra francese del Bayonne. Venne rimpiazzato dal neozelandese John Kirwan che guidò la nazionale giapponese durante la Coppa del Mondo 2007, dove dopo 16 anni i giapponesi ottennero un risultato utile pareggiando 12-12 contro il Canada, e mantenne l'incarico fino all'edizione successiva della competizione mondiale in cui il Giappone guadagnò un altro risultato utile nella fase a gironi pareggiando nuovamente contro i Canucks (23-23). Lo stesso anno, per la prima volta, il Giappone vinse la Pacific Nations Cup.
Dal 2012 Eddie Jones, già allenatore dell'Australia in precedenza, venne designato nuovo C.T. della nazionale giapponese. Il 15 giugno 2013 la nazionale nipponica ottenne il primo successo contro una formazione del Sei Nazioni sconfiggendo il Galles 23-8 a Tokyo, pur se alcuni giocatori migliori erano impegnati nel tour coi British and Irish Lions; l'anno successivo i nipponici si ripeterono sconfiggendo in casa l'Italia 26-23.
Durante la Coppa del Mondo di rugby 2015 il Giappone salì agli onori della cronaca sconfiggendo clamorosamente, nella prima partita del proprio girone eliminatorio, i due volte campioni del mondo del Sudafrica 34-32. Questa fu la loro seconda vittoria nella competizione, che mancava dal 1991, e venne considerata tra i risultati più sorprendenti nella storia della Coppa del Mondo. Successivamente gli asiatici persero 45-10 contro la Scozia, vincendo infine contro Samoa 26-5 e contro gli Stati Uniti 28-18. Nonostante le tre vittorie ottenute nel girone, i nipponici si piazzarono al terzo posto diventando la prima squadra a non riuscire ad accedere alla fase ad eliminazione diretta nonostante la vittoria in tre incontri del proprio girone.
La consacrazione definitiva avvenne con il mondiale successivo organizzato in casa. Partita con grandi aspettative in un girone con Russia, Samoa, Irlanda e Scozia, la nazionale asiatica riuscì nell'impresa di battere tutte le avversarie con un gioco veloce e frizzante che non diede scampo nemmeno alle ben più quotate Irlanda e Scozia, e terminò al primo posto nel proprio girone. Tuttavia, per un amaro gioco degli abbinamenti, nei quarti di finale il Giappone finì in pasto al Sudafrica, a cui cedette nell'ultima parte di gioco dopo un primo tempo a testa alta ed equilibrato.

## Statistiche

### Coppa del Mondo di rugby
| Edizione | Paese organizzatore       | Posizione        |
| -------- | ------------------------- | ---------------- |
| 1987     | Nuova Zelanda e Australia | Girone           |
| 1991     | Inghilterra               | Girone           |
| 1995     | Sudafrica                 | Girone           |
| 1999     | Galles                    | Girone           |
| 2003     | Australia                 | Girone           |
| 2007     | Francia                   | Girone           |
| 2011     | Nuova Zelanda             | Girone           |
| 2015     | Inghilterra               | Girone           |
| 2019     | Giappone                  | Quarti di finale |
| 2023     | Francia                   | Girone           |

## Palmarès
- Campionati asiatici : 25:
1969, 1970, 1972, 1974, 1976, 1978, 1980, 1984, 1992, 1994
1996, 1998, 2000, 2004, 2006, 2008, 2009, 2010, 2011, 2012
2013, 2014, 2015, 2016, 2017